# I. e. 39. század
| Évezredek i.e. | 10. | 9. | 8. | 7. | 6. | 5. | 4. | 3. | 2. | 1. | Időszámítás kezdete | 1. | 2. | 3. | 4. | 5. | 6. | 7. | 8. | 9. | 10. | Évezredek i.sz. |

## Események
- i. e. 3900 körül: a földművelés kezdetei a mai Dánia területén
- Egyiptomban a Nagada-kultúra virágzik, távolsági kereskedelem nyomai a Nagada I (amratien) rétegeiben.

## Fontos személyek
- Az U-239-es sír Pekerben

## Találmányok, felfedezések
- Nagada-kerámiák

## Művészetek
- A palettaművészet kezdetei Egyiptomban, a romboid paletták megjelenése